# SYSテニスクラブ
SYSテニスクラブ・アカデミー松戸（エスワイエステニスクラブ）は、千葉県松戸市にあるテニス場である。近隣では最大級の面積を有するテニス競技施設となっており、しばしばテニスの大会会場にもなっている。
代表者は土屋慶汰。
キッズ・ジュニアの強化育成をはじめ、児童生徒・高齢者など、テニスの幅広い層への普及浸透を目的に前身の新松戸グリーンテニスクラブに代わり設立された。特にジュニア育成に定評があり、関東大会や全国大会へ多くの選手を輩出している。その他プロ選手の田代悠雅、堀江亨らがトレーニングを行っている。

## 施設
- テニスコート
  - 屋外コート - 7面
  - 壁打ちコート - 1面
- 駐車場40台
- 更衣室
- シャワールーム

## 沿革
- 2017年5月 - SYSテニスクラブ オープン[1]
- 2017年6月 - 松戸市体育協会より優良団体として初表彰
- 2018年1月 - テニス日本リーグ決勝トーナメント初進出
- 2018年2月 - テニス日本リーグにおいて全国7位となる[2]。
- 2019年2月 - テニス日本リーグにおいて過去最高の全国4位となる[3]。
- 2022年10月 -福田創楽、堀江亨、有村雄治の3人の加入を発表。

## スポンサー活動
- 新松戸山喜千葉県テニス選手権大会[4]（メインスポンサー）
  - 2017年、2018年、2019年、2020年中止、2021年、2022年、2023年
- TOGAKUまつど女子オープンテニス大会[5]（広告協賛）
  - 2014年、2015年、2016年、2017年、2018年、2019年、2020年中止、2021年、2022年、2023年
- テニス日本リーグ（広告協賛）
  - 2016年、2017年、2018年、2019年、2020年中止、2021年、2022年、2023年
- 日本体育大学柏高等学校サッカー部（バナースポンサー）
  - 2021年、2022年、2023年

## 受賞・表彰

### 出場
- テニス日本リーグ 出場：7回 2016年、2017年、2018年、2019年、2021年、2022年、2023年
- テニス日本リーグ決勝トーナメント：3回 2017年、2018年、2022年

### 団体
- 千葉県実業団リーグ戦Aリーグ 優勝：1回 2016年
- 関東実業団対抗テニスリーグ戦 優勝：1回（茨城） 2016年
- 全国実業団対抗テニストーナメント 優勝：1回（広島） 2016年
- 松戸市体育協会 優秀団体賞：2回 2017年、2018年、2019年、2020年

### 個人
- 2016年度テニス日本リーグ敢闘選手賞（横浜・神戸・東京）中村祐樹、和田恵知
- 2017年度テニス日本リーグ優秀選手賞（横浜・神戸・東京）笹井正樹
- 2018年度テニス日本リーグ優秀選手賞（横浜・神戸・横浜）白石光
- 2019年度テニス日本リーグ敢闘選手賞（横浜・神戸・横浜）野口政勝
- 2024年度テニス日本リーグ敢闘選手賞（横浜・神戸・横浜）堀江亨

## 所属選手
- 田代悠雅
- 堀江亨
- 有村雄治
- 松尾友貴